# Куновский, Борис Павлович
Куновский Борис Павлович (10 июня 1927, Божедаровка, Криворожский округ — 1 марта 2002, Кривой Рог, Днепропетровская область) — советский и украинский художник-график, гравёр, мастер экслибриса.

## Биография
Родился 10 июня 1927 года в посёлке Божедаровка (ныне в черте города Кривой Рог). Детство прошло в селе Зелёное.
Окончил школу № 37 в Кривом Роге.
В 1947 году окончил геологический факультет в Криворожского горнорудного института, получив специальность «геолог». В 1947—1958 годах работал геологом на рудниках Кривбасса.
В 1958 году поступил в Московский полиграфический институт на факультет художественного оформления книг и журналов (мастерская И. И. Чекмазова). В 1960 году, в конце второго курса, случился инсульт и художник был вынужден оставить учёбу и вернуться в Кривой Рог. Работал художником-графиком в криворожском Доме науки и техники, художником на руднике имени Розы Люксембург.
Умер 1 марта 2002 года в городе Кривой Рог.

### Семья
Супруга, Ольга Максимовна, дочери Татьяна и Виктория.

## Творчество
Работал в техниках ксилографии, линогравюры, пластики. Экслибрисом занимался с 1969 года, создал более 230 работ.
Создал несколько экслибрисов, посвящённых Слову о полку Игоревом (1984—1985, линогравюры). Два знака для библиотеки С. С. Воинова: на одном — древнерусский писатель за работой, на другом  — князь Игорь на фоне войска. На экслибрисе для московского биолога Г. В. Сумарукова художник изобразил древнерусского певца Бояна. Работы по теме хранятся в музее-заповеднике «Слово о полку Игореве» в Новгороде-Северском.
Экслибрисы из цикла «Шевченкиана» экспонируются в каневском музее «Тарасова гора», Мемориальном музее в Киеве, музее Кобзаря в Торонто и Палермо (Канада). Коллекция гравюр и экслибрисов «Тарас Шевченко в творчестве гравёра Бориса Куновского» хранится в Криворожском-историко краеведческом музее.
Созданы экслибрисы посвящённые Ленину, Есенину, Пушкину, Полю, Савицкой. Художник создал экслибрисы для многих ценителей книги из Украины, России, Казахстана.
Участвовал в городских, областных, республиканских (Ульяновск, 1989; Кишинёв, 1990; Киев, 1991) и международных выставках (Вильнюс, 1992; Ульяновск, 1994). Произведения экспонировались в Бельгии, Великобритании, Канаде, Польше, Чехии, Швейцарии.

## Награды
- медаль Киево-Могилянской академии за возрождение духовности;
- знак «За заслуги перед городом» (Кривой Рог).